# Jacobo Montes
Jacobo Montes Couñago (Redondela, Galicia, España, 20 de abril de 1977) es un entrenador de fútbol español que actualmente dirige al Real Club Celta de Vigo Cadete "A". 

## Trayectoria como entrenador
Jacobo inició su carrera como entrenador en la temporada 2014-2015 en el CD Choco de Redondela en la Tercera División de España. Una temporada más tarde, se trasladó a Cangas para seguir en Tercera División, pero dirigiendo al Alondras CF. 
En la temporada 2017-2018, firma por el Coruxo FC de la Segunda División B de España para convertirse en segundo entrenador de Rafael Sáez. A dos jornadas para la conclusión del campeonato, Jacobo se hizo cargo del equipo y  consiguió salvar el descenso directo, metiendo al equipo en el play off de permanencia ante el Mérida AD. En el partido de ida, en tierras extremeñas, el Coruxo logró un empate a dos goles que hizo bueno el empate sin goles registrado una semana después y salvar la categoría.
En la temporada 2018-19, el técnico redondelano fue el primer entrenador del equipo, acabando la temporada en la décima posición, con once victorias, diecisiete empates y diez derrotas que le permitieron sumar cincuenta puntos con los que se clasificó para la Copa Federación.
En la temporada 2019-20, se convierte en entrenador del Real Club Celta de Vigo B de la Segunda División B de España. El 26 de enero de 2020, sería cesado debido a los malos resultados.
En la temporada 2020-21, firma por el CD Guijuelo de la Segunda División B de España, pero tras once jornadas el técnico fue destituido del conjunto chacinero.
El 3 de diciembre de 2021, firma como entrenador del Coruxo FC de la Segunda División RFEF, tras la destitución de Gonza Fernández. Tras hacerse cargo del conjunto gallego en los últimos puestos de la clasificación, al término de la temporada lograría clasificarlo para los play-offs de ascenso a la Primera División RFEF.
El 28 de junio de 2023 regresa al Celta de Vigo para entrenar a su Cadete "A".

## Clubs
| Club                     | País   | Año       |
| ------------------------ | ------ | --------- |
| CD Choco                 | España | 2014-2015 |
| Alondras CF              | España | 2015-2016 |
| Coruxo FC                | España | 2018-2019 |
| Celta B                  | España | 2019-2020 |
| CD Guijuelo              | España | 2020      |
| Coruxo FC                | España | 2021-2023 |
| Celta de Vigo Cadete "A" | España | 2023-act. |